# Kefar Silwer
Kefar Silwer (hebr.: כפר סילבר; pol. Wieś Silwera) – wieś młodzieżowa położona w samorządzie regionu Chof Aszkelon, w Dystrykcie Południowym, w Izraelu.

## Położenie
Leży w północno-zachodniej części pustyni Negew, w otoczeniu miasta Aszkelon, oraz moszawów Nir Jisra’el, Hodijja i Berechja.

## Historia
Osada została założona w 1957 roku przez amerykańskich członków Światowej Organizacji Syjonistycznej. Powstała tutaj średnia szkoła rolnicza z farmą do praktycznej nauki zawodu. Wieś została nazwana na cześć rabina Abby Hillela Silvera.
W lutym 2008 na wieś spadła rakieta Grad wystrzelona ze Strefy Gazy przez palestyńskich terrorystów.

## Edukacja
We wsi znajduje się podstawowa i średnia szkoła z internatem, w której każdego roku uczy się około 200 uczniów. Około 70 % absolwentów szkoły było imigrantami z dawnego ZSRR, Etiopii i Ameryki Łacińskiej.
Żydowski Fundusz Narodowy wybrał szkołę jako jedną z czterech szkół w Izraelu do realizacji pilotażowego programu nauczania o Syjonizmie. W 2007 szkoła została pierwszą izraelską szkołą średnią, w której uruchomiono interaktywny program nauczania matematyki.

## Kultura i sport
We wsi jest ośrodek kultury, boisko do piłki nożnej oraz basen kąpielowy.

## Gospodarka
Gospodarka wsi opiera się na rolnictwie, sadownictwie, hodowli drobiu i bydła mlecznego.

## Komunikacja
Wzdłuż zachodniej granicy wioski przebiega droga ekspresowa nr 4, brak jednak bezpośredniego wjazdu na nią. Ze wsi wychodzi lokalna droga, która krzyżuje się na północ od wsi z drogą ekspresową nr 3, którą w kierunku zachodnim jedzie się do skrzyżowania z drogą ekspresową nr 4 i do miasta Aszkelon, natomiast w kierunku wschodnim do moszawów Nir Jisra’el, Hodijja i Berechja.
Na terenie sąsiedniej strefy przemysłowej Abba Hillel Silver, znajduje się stacja kolejowa Aszkelon. Pociągi z Aszkelonu jadą do Lod, Tel Awiwu, Binjamina-Giwat Ada, Netanii i Aszdod.